# ران دلو
ران دلو (انگلیسی: Ron Dellow; ۱۳ ژوئیهٔ ۱۹۱۴ – ۷ نوامبر ۲۰۱۳) بازیکن فوتبال اهل بریتانیا بود.
از باشگاه‌هایی که در آن بازی کرده‌است می‌توان به باشگاه فوتبال منزفیلد تاون، باشگاه فوتبال بلکبرن روورز، باشگاه فوتبال ترانمره راورز، باشگاه فوتبال کارلایل یونایتد، و باشگاه فوتبال منچستر سیتی اشاره کرد.